# 1646

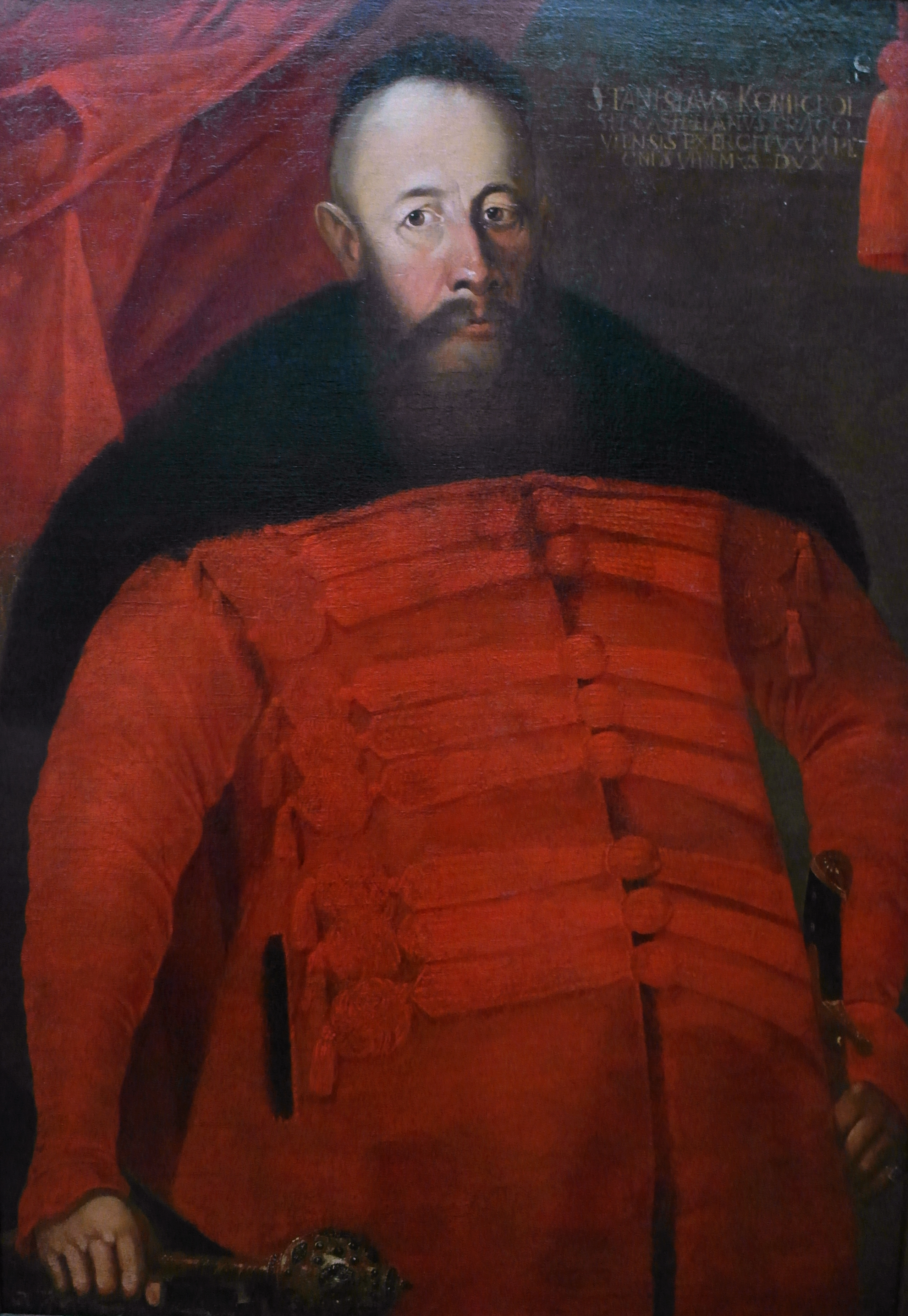
Stanisław Koniecpolski

Het jaar 1646 is het 46e jaar in de 17e eeuw volgens de christelijke jaartelling.

## Gebeurtenissen
januari
- januari - in Munster arriveert een delegatie van acht Statenleden uit de Nederlanden onder leiding van Adriaan Pauw, om met de Spanjaarden te onderhandelen over vrede (de Vrede van Münster).

februari
- 14 - Frederik Hendrik verheft het landgoed Tenderhout bij Wassenaar tot hoge heerlijkheid en beleent het onder de naam Marlot aan David van Marlot.

juli
- 12 - in Bredevoort slaat de bliksem in de kruittoren van het gelijknamige kasteel Bredevoort waarbij 40 mensen omkomen, en het kasteel, het ambthuis en meerdere woningen onherstelbaar vernietigd worden.

zonder datum
- David Teniers de Jonge schildert een beeld van een dorpskermis in Zemst. Het is in het bezit van het Hermitage museum van Sint-Petersburg.
- Het westwaarts van Oudland gelegen poldergebied (Land van Altena) is nu geheel bedijkt (Nieuwland van Altena).

## Bouwkunst

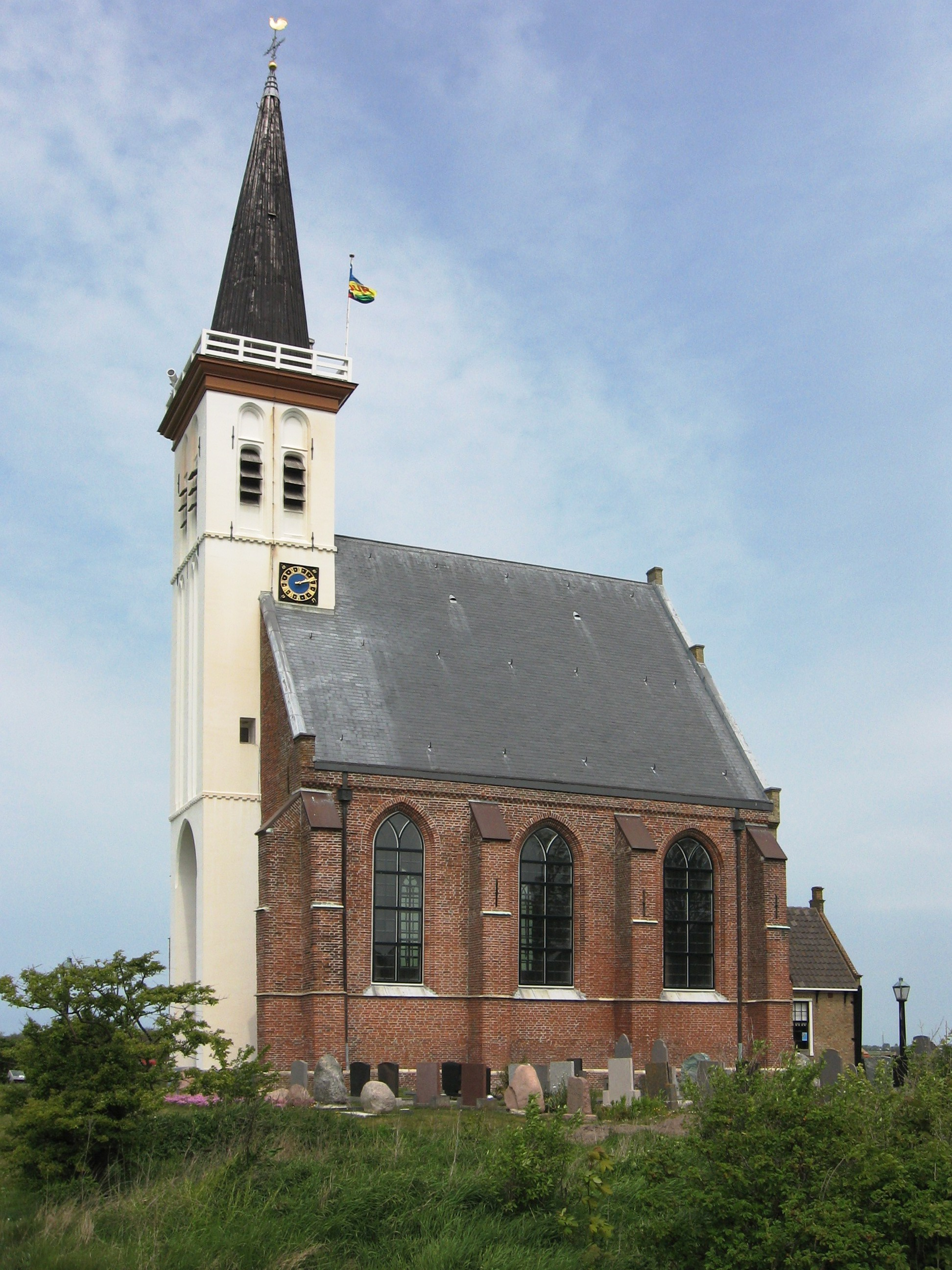
Hervormde kerk (Den Hoorn), Texel (1646)

## Geboren
april
- 15 - Christiaan V van Denemarken, koning van Denemarken en Noorwegen (overleden 1699)

juni
- 25 - Elena Cornaro Piscopia, Italiaans wetenschapster en oblate van de Benedictijnerorde (overleden 1684)

juli
- 1 - Gottfried Wilhelm Leibniz, Duits wiskundige en filosoof, natuurkundige, historicus, rechtsgeleerde en diplomaat (overleden 1716)

december
- 12 - Coenraad van Heemskerk, rijksgraaf van Heemskerk, pensionaris van Amsterdam, gezant van de Republiek der Zeven Verenigde Nederlanden (overleden 1702)

## Overleden
maart
- 11 - Stanisław Koniecpolski (~54), Pools krijgs- en staatsman

mei
- 25 - Maria Ortiz (42), Braziliaanse heldin

juli
- 6 - Christiane van Erbach (50), Duits gravin